# Prêtre
Pour les articles homonymes, voir Prêtre (homonymie).

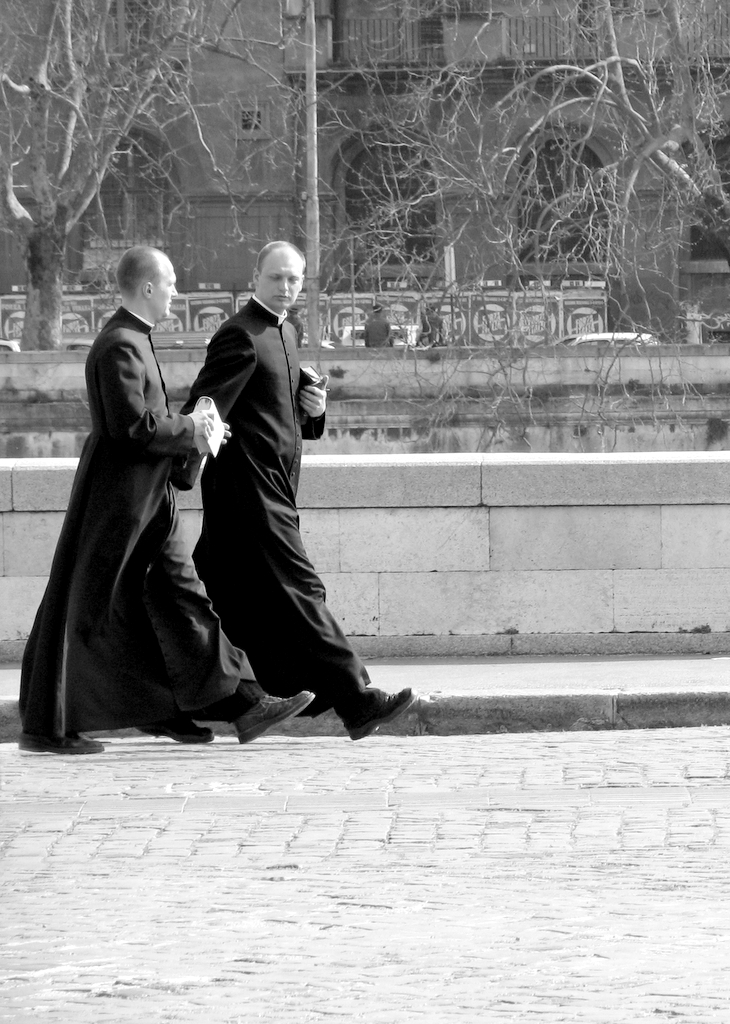
Deux prêtres catholiques.

Un prêtre — du latin presbyter, lui-même emprunté au grec ancien πρεσβύτερος / presbúteros, « ancien » — est un homme ou une femme (on utilise dans ce dernier cas les termes prêtresse ou femme prêtre) qui exerce un ministère sacré dans une religion et y est chargé du service liturgique, présidant aux cérémonies de certains cultes religieux.
La dignité et fonction du prêtre, ou d'un autre fonctionnaire du culte, est désignée sous le nom de sacerdoce.
Le prêtre porte généralement un nom particulier, suivant la religion ou la confession considérée (voir article clergé) : curé, abbé, ecclésiastique, vicaire, prélat, confesseur, père, pasteur, pope, imam, lama, brahmane, bonze, druide, yatiri, chaman.

## Religions

### Égypte antique

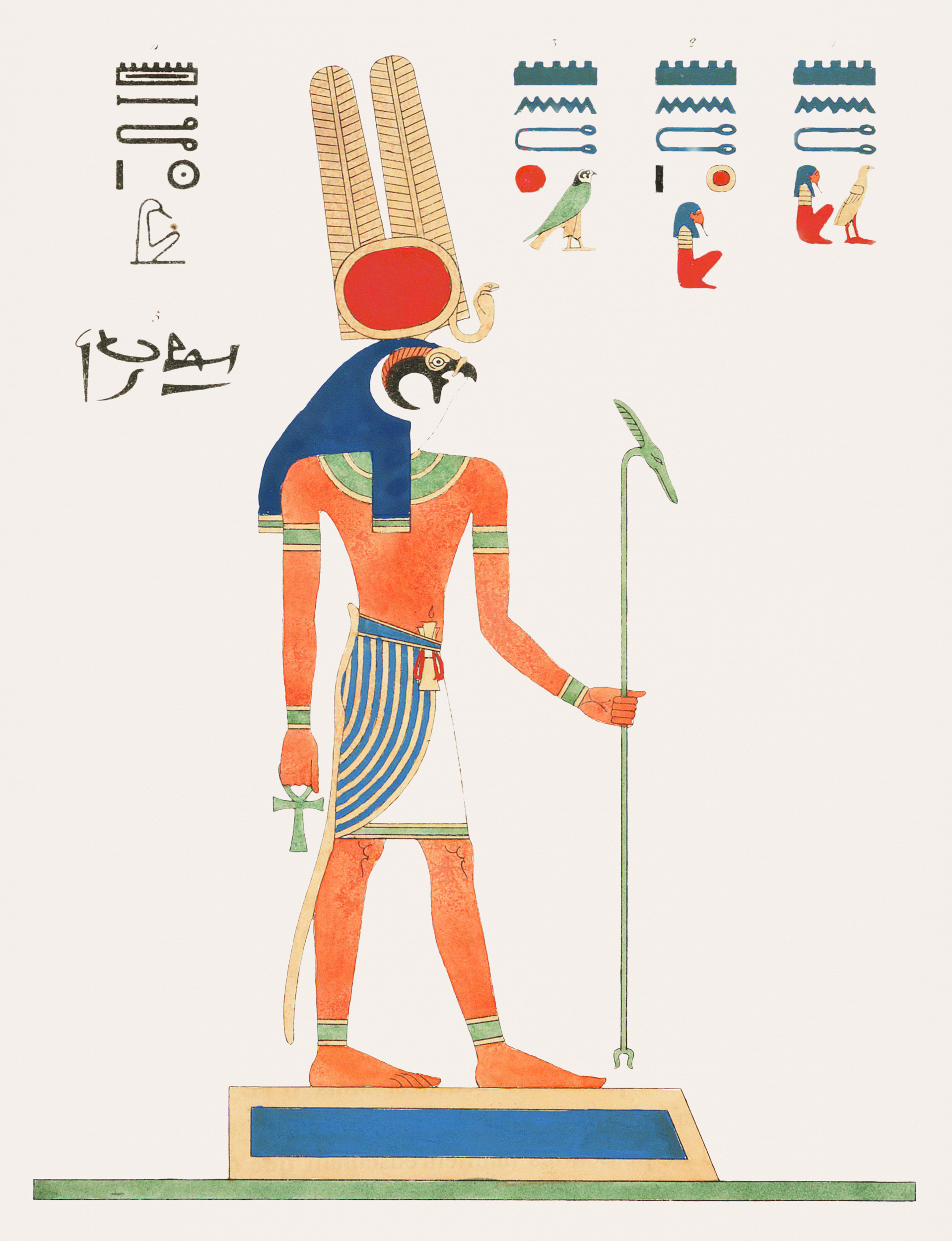
Illustration d'Horus par Dubois (dans le Pantheon égyptien de Champollion)

Chaque divinité avait son temple et ses prêtres et prêtresses. Ils étaient polyvalents et faisaient beaucoup (sic) pour la société.
Certains avaient des spécialités : 
- Le grand prêtre de Ptah à Memphis est prêtre-sem  « Prêtre funéraire »
  - Le pontife d'Héliopolis est qualifié de « Plus Grand des Voyants de Rê »,
  - Le pontife de Memphis de « Chef des Artisans »,
  - Le pontife d'Hermopolis Parva de « Grand des Cinq de la Maison de Thot »,
  - Le pontife de Karnak « Celui qui ouvre les Deux Portes du Ciel »
- le prêtre-choachyte, chargé du culte funéraire ;
- les prêtres-lecteurs (hery-heb), « ceux qui portent la fête », dont le rôle est de lire la liturgie funéraire ;
- les prêtres ritualistes (ḫr(y).w-ḥb.t), littéralement ceux qui sont sous le rituel, chargés de lire les glorifications lors des cérémonies funéraires ;
- les prêtres-khereb lisaient des formules incantatoires du livre des Morts ;
- les prêtres-paraschistes, ou inciseurs qui enlevaient les viscères lors de la momification ;
- les prêtres-taricheutes étaient les saleurs, les vrais embaumeurs ;
- les prêtres-colchytes aidaient à toutes les opérations d'embaumement ;
- le prêtre astronome, qui détermine le bon moment pour lancer les cérémonies ;
- le prêtre hémérologue, capable de distinguer le caractère faste ou néfaste des jours de l'année.
- les prêtres-ouâb (wˁb), littéralement prêtres purs, car la propreté corporelle était un devoir de leur charge.

### Antiquité
- Prêtre grec
- Prêtre romain
  - Prêtre d'Auguste
  - Pontife romain
  - Vestale
- Prêtre celte
  - Druide

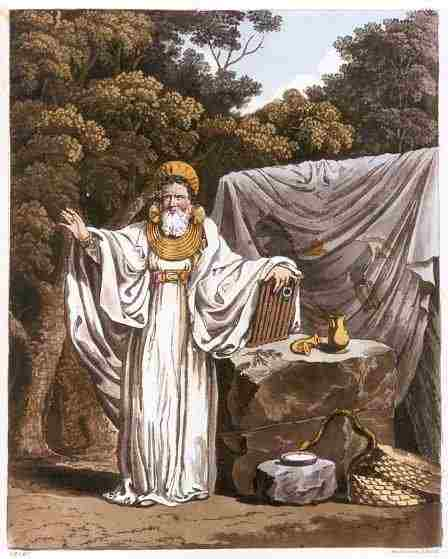
Représentation d'artiste d'un archidruide en habit de juge

- Prêtre sibérien et des autochtones d'Amérique
  - Chaman

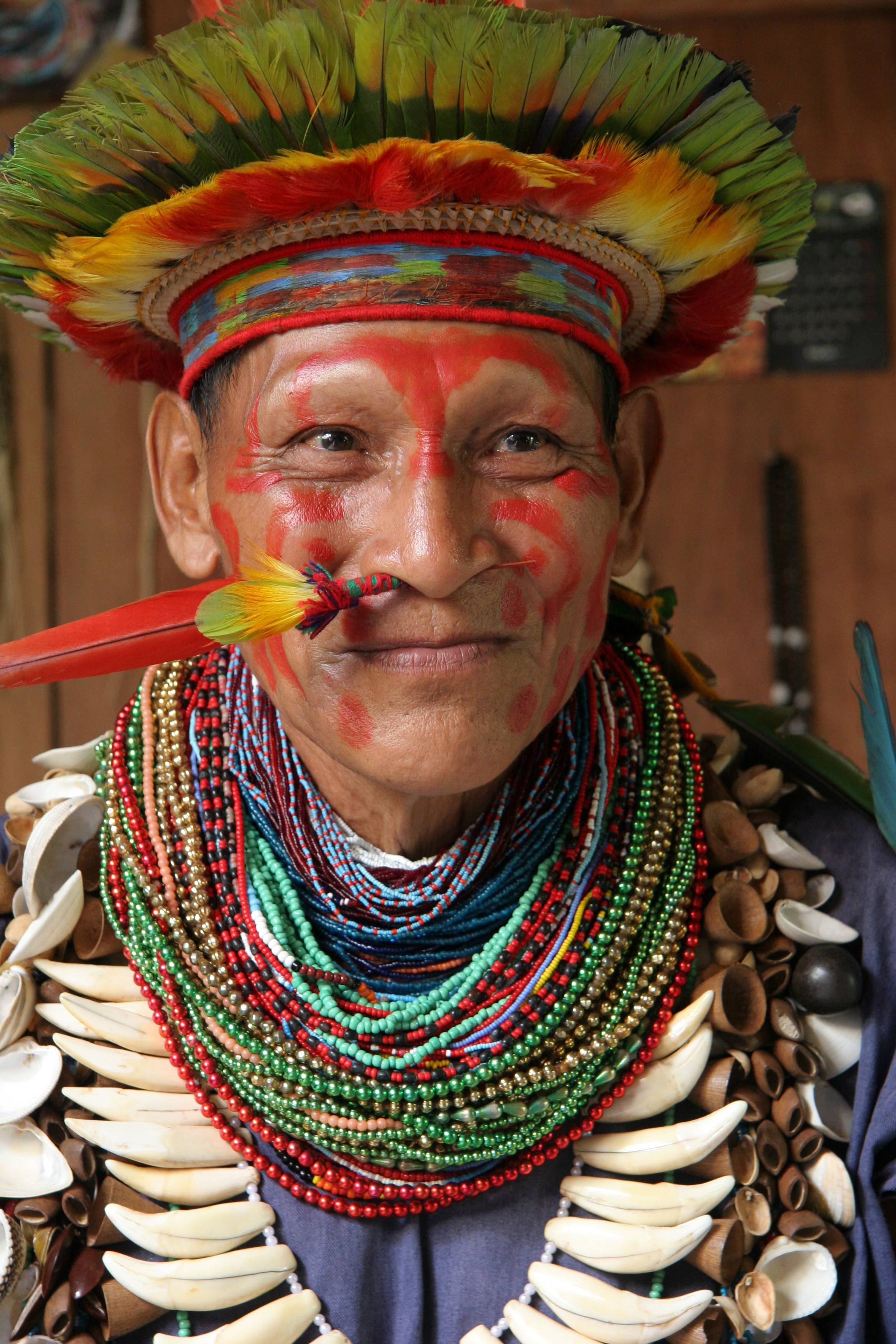
Chaman forêt amazonienne équatorienne juin 2006

Ils étaient polyvalents et étaient non seulement le lien religieux mais aussi de puissants guérisseurs pour les humains comme pour les animaux. Des druides d'une autre région.

### Ancien Régime
- Prêtre habitué, prêtre vivant dans une paroisse, mais sans affectation précise.
- Prêtre succursaire, prêtre desservant une église secondaire dépendante d'une paroisse principale. Ce terme est souvent rencontré en généalogie.

### Époque contemporaine
- Prêtre anglican
- Prêtre catholique
  - Archiprêtre
  - Prêtre diocésain

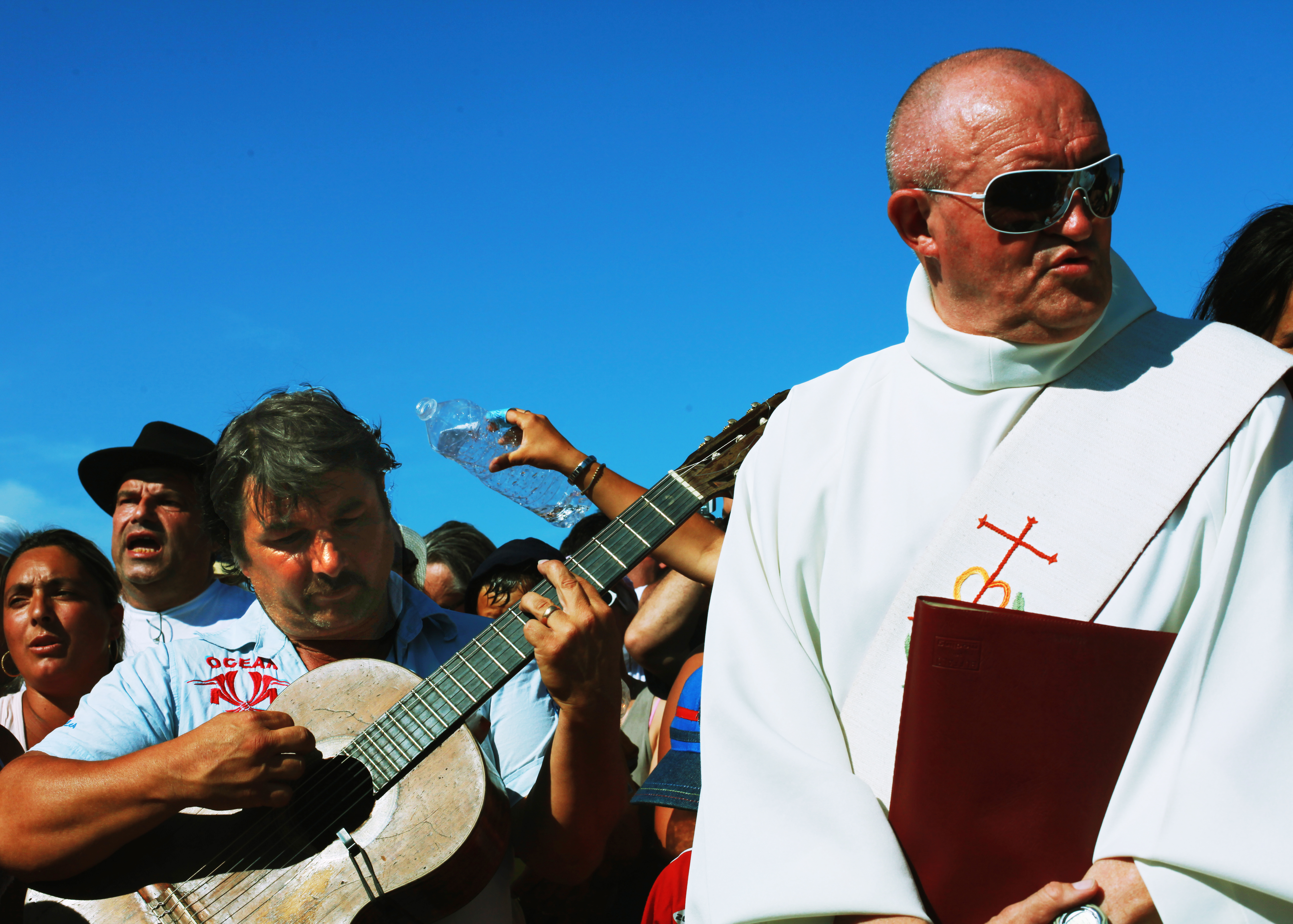
Prêtre accompagnant le pèlerinage gitan des Saintes-Maries-de-la-Mer

  - Prêtre religieux, prêtre faisant partie d'une congrégation ou d'un ordre religieux
  - Prêtre séculier, prêtre ne faisant pas partie d'une congrégation ou d'un ordre religieux
  - prêtre de Saint-Sulpice, ou sulpicien, membre d'une société de vie apostolique catholique
  - Prêtre mépartiste, membre d'un mépart. Suivant les régions on emploie aussi les termes de prêtre sociétaire, de prêtre filleul, d'enfant prêtre.
  - Prêtre ouvrier est un prêtre catholique étant aussi travailleur salarié
  - Prêtre constitutionnel, ayant prêté serment à la Constitution civile du clergé sous la Révolution française
  - Prêtre réfractaire, ayant refusé de prêter ce serment
  - Prêtre communaliste ou prêtre filleul, est un prêtre appartenant à une communauté de prêtres particulière aux diocèses de Limoges, Saint-Flour, Le Puy et Clermont-Ferrand. Ce ne sont pas exactement des prêtres car ils ne peuvent pas administrer les sacrements.
- Prêtre luthérien. Sauf en France, où ils sont appelés pasteurs, les ministres luthériens sont appelés prêtres.
- Prêtre mormon
- Prêtre orthodoxe (pope)

### Judaïsme
- Grand Prêtre d'Israël (Kohen Gadol)
- Prêtre lévitique : Kohen

### Afrique de l'ouest
Le prêtre en Afrique de l'ouest est  un prêtre conservateur, de la religion purement ancestrale, basé sur le culte des ancêtres noir Africains, qui ont vécu dans la justice et le respect des us et coutumes. 
Le prêtre est appelé:
- Babalawo chez les Yoruba ;
- Ga chez les Kotafon ;
- Dah chez les Fon ;
- Togbui en Ewé,

Sachant que le titre, Togbui, Ga, Dah, attribué au roi ou au chef est en même temps attribué au chef ou leader religieux ( prêtre vaudou ). Le roi ou Chef d'un peuple représente automatiquement un prêtre car il est serviteur des ancêtres ou du trône.